# CF Brăila în sezonul 1975-1976

## Echipă
| Nr. |         | Poziție | Jucător          |
| --- | ------- | ------- | ---------------- |
| -   | România | P       | Niculescu        |
| -   | România | P       | Șerban Trofin    |
| -   | România | F       | Nicolae Tilihoi  |
| -   | România | F       | Ilie Trifina     |
| -   | România | F       | Gheorghiță       |
| -   | România | F       | Cristache        |
| -   | România | F       | Gașpar           |
| -   | România | M       | Ion Prepurgel    |
| -   | România | M       | Nicolae Pascu    |
| -   | România | M       | Dumitru Caraman  |
| -   | România | M       | Constantin       |
| -   | România | M       | Lică Luca        |
| -   | România | A       | Dumitru Bulancea |
| -   | România | A       | Radu Dan         |
| -   | România | A       | Georgel Ologu    |
| -   | România | A       | Grigore Traian   |

## Transferuri

### Sosiri
| Post | Jucător | De la echipa | Sumă de transfer | Dată |  | ---- |
| ---- | ------- | ------------ | ---------------- | ---- |  | ---- |

### Plecări
| Post | Jucător               | De la echipa          | Sumă de transfer  | Dată |  | ---- |
| ---- | --------------------- | --------------------- | ----------------- | ---- |  | ---- |
| M    | Ionel Iuga            | CIL Sighetu Marmației | liber de contract | -    |  |      |
| A    | Constantin Năsturescu | Unirea Focșani        | liber de contract | -    |  |      |
| A    | Ilie Rontea           | Rapid București       | liber de contract | -    |  |      |